# Woman with a Pearl Necklace in a Loge
Woman with a Pearl Necklace in a Loge (Vrouw met een parelketting in een loge), ook wel getiteld Lydia in a loge (Lydia in een loge), is een schilderij van de impressionistische Amerikaanse kunstschilderes Mary Cassatt (1844-1926), geschilderd in 1879, olieverf op doek, 81,3 x 59,7 centimeter groot. Het portret is van de oudere zus van de kunstenares, gesitueerd in het theater. Het is sinds 1978 eigendom van de Philadelphia Museum of Art.

## Lydia
Toen Cassatt in 1866 naar Europa ging om verder te studeren in de schilderkunst, werd ze gechaperonneerd door haar moeder en haar oudere zus Lydia. Ze had een bijzonder hechte band met haar zus, die vaak voor haar poseerde en met wie ze vanaf 1874 een appartement deelde in Parijs. De twee zussen bleven beiden bewust ongetrouwd omdat ze meenden dat een huwelijk hun vrijheid en in geval van Mary ook haar carrière in de weg zou staan. Beiden geloofden ook sterk in de superioriteit van de vrouw, in een wereld vol mannen die uit waren op lust. Lydia had echter een zwakke gezondheid, was vaak ziek en kwam in 1882 te overlijden, amper 45 jaar oud.

## Feministische blik
Net als haar beschermheer Edgar Degas schilderde ook Cassatt de grote theaters en de opera van Parijs, als centra van de moderne cultuur en het moderne leven. Zij besteedde echter, anders dan Degas, weinig aandacht aan wat er in de orkestbak gebeurde, maar richtte zich vooral op de vrouwen in het publiek, waarbij het theater hooguit een decor vormde. Vrouwen werden in die tijd vooral geacht hun charmes te tonen, of het nu was tijdens een wandeling in het park of bij een bezoek aan het theater. Cassatt was zich daarvan ten volle bewust. Haar portretten van vrouwen geven echter blijk van een feministische kijk op dit soort situaties, waarbij ze de innerlijke kracht van de vrouw onderstreept en de rol van de man min of meer ridiculiseert. Ook Lydia wordt in Vrouw met de parelketting neergezet als een intelligent ogende vrouw, bijna als een heerseres, die de situatie volledig onder controle heeft. Ze speelt als het ware met de mannen die haar van verre uit de andere loges bespieden.

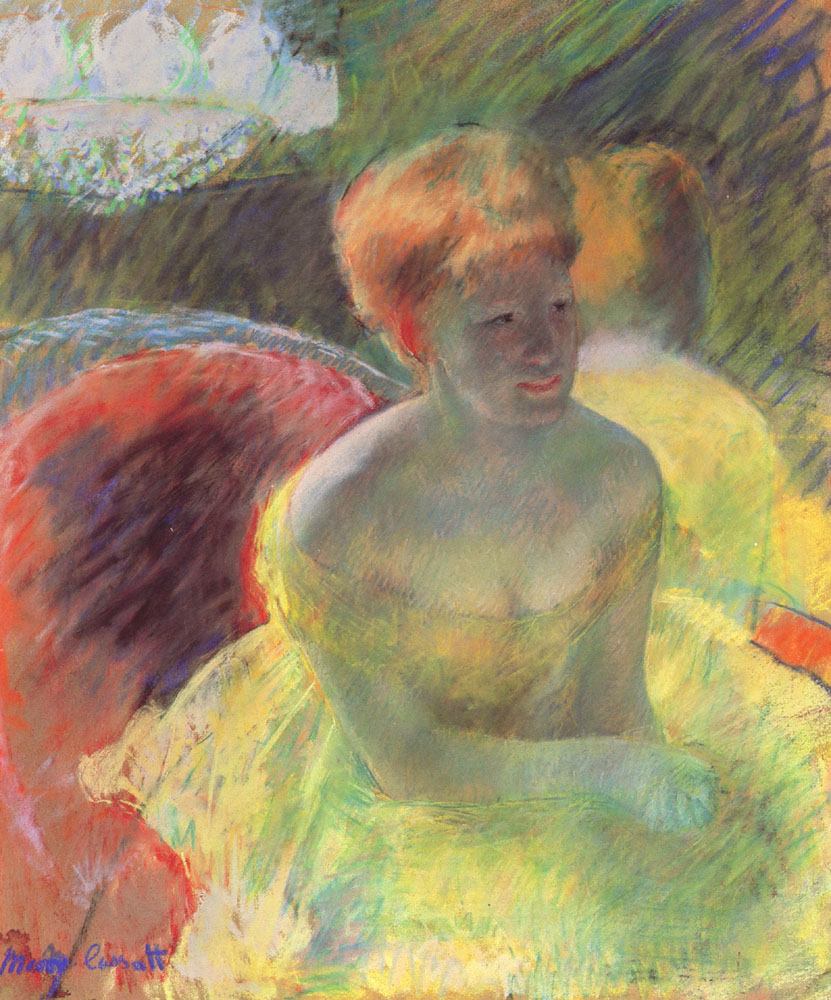
In het theater, 1879, portret van Lydia in pastel, zelfde setting, met expressieve kleuren en sterke belijningen, bedoeld als studie voor Woman with a Pearl Necklace.

## Afbeelding
Cassatt portretteert Lydia in een loge met een grote spiegel achter zich, die ook haar rug weerspiegelt. Wat op het eerste gezicht een achtergrond lijkt, blijkt het uitzicht te zijn dat Lydia zelf heeft. Zelf kijkt ze niet naar het toneel. Haar waaier is deels dicht: ze weigert zich te verbergen.
De figuur van Lydia staat vlak voor de kijker, zonder perspectivisch midden. Het ruimtelijke effect van het werk wordt vooral gecreëerd door de grote spiegel achter de rode stoel, die de sierlijke boog van de andere loges duidelijk reflecteert. Lydia wordt belicht door de kroonluchter voor haar, maar door de weerkaatsing van de lichtstralen in de spiegel ook van achteren. Daardoor lijken haar schouders op te lichten, alsook de handschoen van haar rechterhand, waarmee ze haar waaier vasthoudt. De grote kracht van het schilderij zit hem in de afgewogen kleurencompositie, waardoor het schilderij in een roodgoud licht lijkt te dompelen. De penseelvoering is voor Cassatt, die onder invloed van Degas meestal ook aandacht voor belijningen bleef houden, opvallend los.

## Ontvangst
Cassatt exposeerde Vrouw met een parelketting in een loge tijdens de door Degas georganiseerde vierde impressionistententoonstelling in 1879. Het bevestigde haar naam en acceptatie als impressionistisch kunstenares in Parijs, waar ze als vrouw en Amerikaanse hard voor had moeten vechten. De Franse pers reageerde echter nog steeds uitermate kritisch over haar werk. De licht reflecterende vormgeving van de belangrijkste partijen van de figuur werden bestempeld als vuil en onwerkelijk. 'Nooit', zo stond geschreven, 'kan zo'n ongewassen persoon toegang krijgen tot een theater.
Vrouw met een parelketting werd van de kunstenares gekocht door Alexis Rouart, broer van de bekende kunstverzamelaar en schilder Henri Rouart. Tot 1943 zou het in Rouarts familiebezit blijven, waarna het nog enkele malen van particuliere eigenaar wisselde en uiteindelijk in Amerika terechtkwam. In 1978 werd het door Charlotte Dorrance Wright gelegateerd aan het Philadelphia Museum of Art.